# Myochrous movallus
Myochrous movallus är en skalbaggsart som beskrevs av Johnson 1931. Myochrous movallus ingår i släktet Myochrous och familjen bladbaggar. Inga underarter finns listade i Catalogue of Life.